# Port lotniczy Bella Yella
Port lotniczy Bella Yella (ang. Bella Yella Airport) (IATA: BYL) – liberyjski port lotniczy położony w Bella Yella.